# 黃子菲
黃子菲（Ava, Wong Chi Fei，1992年4月28日—）香港藝人，模特兒，有翻版張柏芝少年版之稱。她在微博、Instagram人氣有多達30萬人，黃子菲有被記者稱為「微博小花」。
曾為寰宇旗下藝人，模特兒公司曾為Unique Model Limited。於2006年參加YES!全港校花校草比賽，與First Cast簽約。後來被Starj & Snazz娛樂公司經理人賞識簽約成為旗下藝人（已經完約）。

## 創業
據黃子菲於2016年初透露，她在尖沙咀厚福街The Studio開了一所韓國入口時裝店，並親力親為地到韓國入貨，和自任模特兒為時裝拍造型照，於其Instagram 發怖宣傳。
另外，黃子菲在其父親於佐敦區經營一所獲得澳門特許經營權的火鍋店，負責業務宣傳的工作。

## 個人生活
2012年1月20日，年僅19歲的黃子菲嫁予大律師黃添偉（Tim），丈夫比她年長約10年。2016年，黃子菲於Instagram上承認已和黃添偉離婚，並表示雙方已於四年前分開。
2019年7月，被傳媒曝出與33歲的楊政龍（Alex）相戀。7月28日，黃子菲在Instagram上宣佈懷孕。2020年1月11日，黃子菲在社交網站上宣佈誕下一女。

## 演出經驗

### 無綫電視
- 尖子攻略
- EO2 - 《Ladies' Nite》MV
- TVB8高清宣傳片
- TVB8美少男美少女宣傳片
- TVB中國人的驕傲表演嘉賓
- TVB收費電視台E之班街頭爭霸戰

### 亞洲電視
- 香港亂噏
- CATWALK SHOW

## 廣告
- <<香港東亞運動>> 平面廣告 (2009)
- <<他媽哥池TAMAGOTCHI>> 平面廣告 (2007)
- <<吉吉高涼茶>> TVC, 平面廣告 (2009)
- <<幻想學園ONLINE>> TVC, 平面廣告 (2008)
- <<集美郵輪>> TVC, 平面廣告 (2009)
- <<香港慈善機構小母牛>> TVC (2008)
- TVB8-高清宣傳片 TVC (2009)
- TVB8-美少男美少女宣傳片 TVC (2009)

## 其他演出經驗
- <<元氣壽司>>TVC(2012)
- <<秒速18米>>舞台劇 (2010)
- 周星馳<<喜劇之王2>>演員招募表演嘉賓
- TVB- EO2  LADIES' NITE MV (2009)
- 葉文輝 - 寧願這樣 MV (2009)
- 狄易達 Miss H.K. MV (2009)
- TVB劇集 <<尖子功略>> (2008)
- Irregular Choice Shoes Media Briefing Event (2012)
- ATV大角咀廟會晚婚紗CATWALK(2009)
- ATV大角咀廟會晚婚紗CATWALK(2010)
- ATV大角咀廟會晚婚紗CATWALK(2011)
- 西港城102周年慶典CATWALK SHOW
- Wella 'Dancing Color' x Trend Color  Hair Show (2010)
- HH hair nail x Hong Kong Jockey Club Adrenaline Hair Show (2010)
- UONLIVE網上電台主持

## 外部連結
- 黃子菲個人網誌（Yahoo!Blog） （页面存档备份，存于）
- 黃子菲微博 （页面存档备份，存于）
- 黃子菲FaceBook [永久]
- 黃子菲 Instagram 帳戶 （页面存档备份，存于）